# Samsung SM7
Der Samsung SM7 ist ein Pkw-Modell der Oberen Mittelklasse des südkoreanischen Automobilherstellers Renault Samsung Motors. Das Fahrzeug stellt das Spitzenmodell der Marke dar.

## Erste Generation
Im letzten Quartal des Jahres 2003 wurde der SM7, welcher in Busan gebaut wird, als höherwertige und etwas größere Variante des SM5 eingeführt. Die Plattform stammt vom Nissan Teana, der sich großer Beliebtheit im asiatischen und arabischen Raum erfreut. Als Motorisierung stehen V6-Motoren mit 2,5 l bei 125 kW und 3,5 l bei 160 kW zur Verfügung.
Eine Überarbeitung im sogenannten „New Art“-Design erfolgte Ende 2007. Die Motoren und das Interieur sind unverändert geblieben. In der neuen Form wurde er erstmals auch nach Südamerika exportiert.

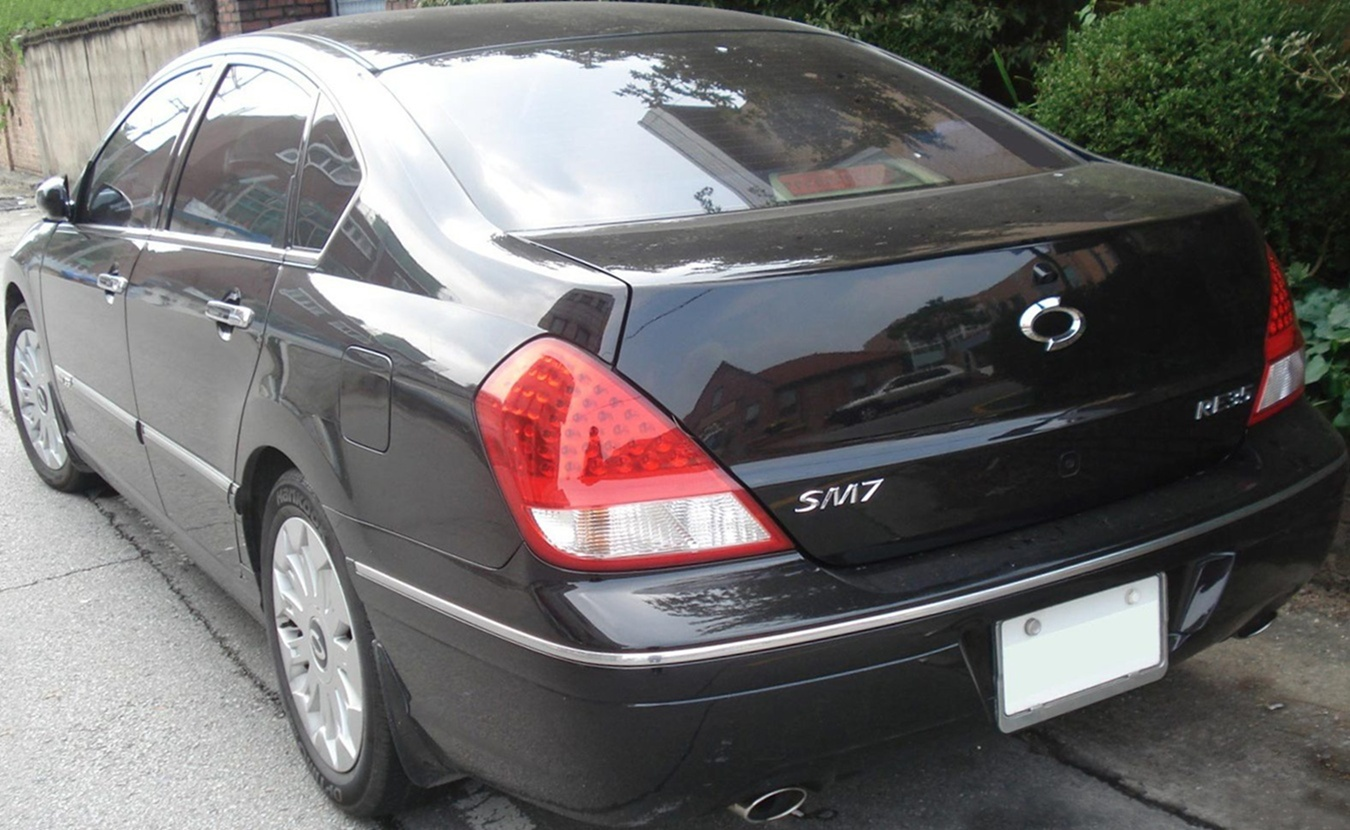
Heckansicht
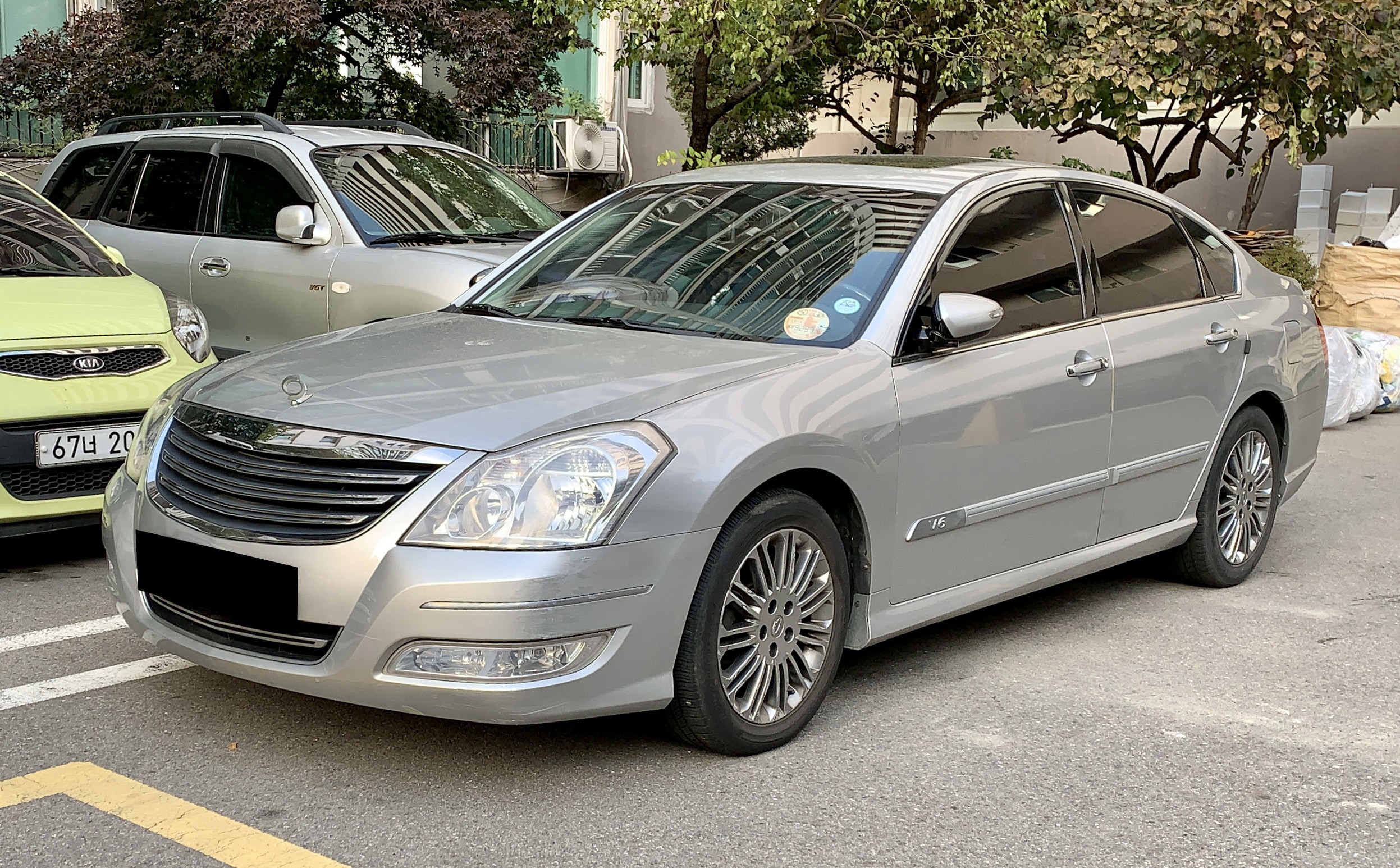
Samsung SM7 New Art(2007–2011)
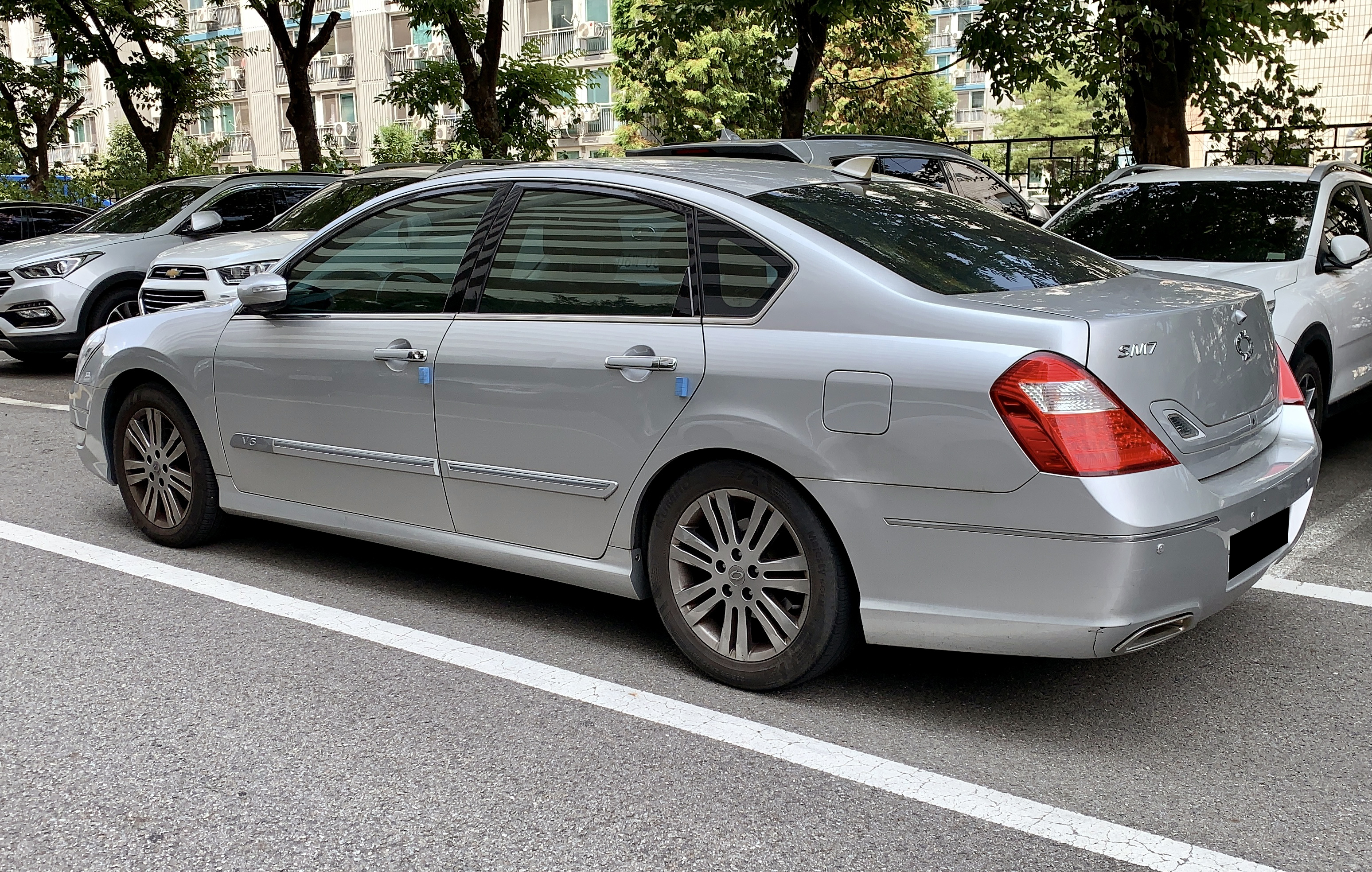
Samsung SM7 New Art(2007–2011)

## Zweite Generation
Im Frühjahr 2011 zeigte Renault Samsung auf der Seoul Motor Show eine Studie zum Nachfolgemodell. Auch dieses Modell trägt wieder den Namen SM7, basiert auf dem zwischenzeitlich neuen SM5 und verfügt über eine großzügige Serienausstattung, wie Bi-Xenon-Scheinwerfer. Die Leistung der Motoren steigt leicht auf 140 bzw. 190 kW. Später kam auch noch eine Version mit 103 kW hinzu.
Eingeführt wurde das neue Modell in Südkorea im August 2011. Ab Juni 2012 wurde der Wagen als Renault Talisman nach China exportiert.